# Kristof Van Hout
Kristof Van Hout (Lommel, 9 februari 1987) is een voormalig Belgische voetbalspeler die uitkwam voor Lommel SK. Zijn positie is doelman. Eerder speelde Van Hout bij KVC Westerlo, KFC Verbroedering Geel, Willem II, Standard de Liège, KV Kortrijk, KRC Genk en Delhi Dynamos FC.
Kristof Van Hout was de langste professionele voetballer op dat moment. Hij stopte zijn carrière in mei 2023 bij Lommel en ging daar aan de slag als academy director. Na het vertrek van Bruno Andrade naar Cercle Brugge in september 2023 sprong hij ook bij als assistent-trainer.

## Spelerscarrière

### Willem II
Hij begon zijn voetbalcarrière bij het Nederlandse Willem II. Hij speelde hier echter geen minuut.

### KV Kortrijk
Tijdens het seizoen 2006-07 speelde Kristof Van Hout drie testwedstrijden voor KV Kortrijk en daarna werd hij gecontracteerd. Zijn debuut in een officiële wedstrijd voor KV Kortrijk kwam er pas op het einde van het seizoen, wanneer hij de volledige partij tegen KSK Beveren meespeelde. Van Hout werd bekend bij het grote publiek na een strafschoppenserie Kortrijk in een bekerwedstrijd tegen Standard. Hij speelde uiteindelijk 4 competitiewedstrijden tijdens zijn periode bij Kortrijk.

### Standard Luik
In augustus 2009 contracteerde Standard Luik hem voor drie jaar met een optie op een extra jaar. Hij werd er tweede doelman na Sinan Bolat. In zijn eerste seizoen kwam hij in totaal aan 4 wedstrijden. In het seizoen 2010-2011 kwam hij aan 5 competitiewedstrijden.

### Terug naar KV Kortrijk
In mei 2011 werd bekendgemaakt dat Kristof Van Hout de terugkeer zou maken naar KV Kortrijk. Hij was hier voor de eerste keer in zijn profcarrière eerste doelman. In zijn eerste seizoen bij Kortrijk speelde hij in totaal 34 wedstrijden. In het seizoen 2012-2013 speelde hij nog 1 wedstrijd voor Kortrijk, dit was in de wedstrijd tegen RSC Anderlecht. Hij pakte in deze wedstrijd tevens nog een rode kaart en veroorzaakte een penalty, deze werd wel gemist door Dieumerci Mbokani van Anderlecht.

### KRC Genk
In augustus 2012 werd bekend dat hij naar KRC Genk trekt. Hij ging met het nummer 22 spelen en was een tijdje eerste doelman toen László Köteles uit was met een blessure, maar verloor zijn plaats opnieuw na de winterstop. In zijn eerste seizoen bij Genk speelde hij in totaal uiteindelijk 25 wedstrijden.
Op 31 maart 2014 werd bekend dat zijn contract niet wordt verlengd, hij verlaat KRC Genk aan het einde van het seizoen.

### Delhi Dynamos FC
In de zomer van 2014 werd bekend dat hij een contract tot december 2014 heeft getekend bij Delhi Dynamos FC uit India. Bij deze club is Harm Van Veldhoven de trainer, ook Wim Raymaekers en Mads Junker hebben al getekend voor deze club.

### KVC Westerlo
Vanaf het seizoen 2015-2016 speelt hij voor KVC Westerlo, waar hij reservedoelman werd achter Koen Van Langendonck. Vanaf het seizoen 2019/20 werd Van Hout derde keeper achter de nieuwe Turkse keeper Berke Özer en Van Langendock, hij werd daarnaast ook benoemd tot keeperstrainer van de beloften van Westerlo. Op 20 mei 2020 verlengde Van Hout zijn contract met twee jaar tot de zomer van 2022.

## Statistieken
| Seizoen     | Club             | Competitie            | Competitie | Competitie | Beker | Beker | Europa | Europa | Totaal | Totaal |
| Seizoen     | Club             | Competitie            | Wed.       | Dlp.       | Wed.  | Dlp.  | Wed.   | Dlp.   | Wed.   | Dlp.   |
| ----------- | ---------------- | --------------------- | ---------- | ---------- | ----- | ----- | ------ | ------ | ------ | ------ |
| 2006/07     | Willem II        | Eredivisie            | 0          | 0          | 0     | 0     | —      | —      | 0      | 0      |
| Club Totaal | Club Totaal      | Club Totaal           | 0          | 0          | 0     | 0     | 0      | 0      | 0      | 0      |
| 2007/08     | KV Kortrijk      | Tweede klasse         | 1          | 0          | 0     | 0     | —      | —      | 1      | 0      |
| 2008/09     | KV Kortrijk      | Jupiler Pro League    | 3          | 0          | 4     | 0     | —      | —      | 7      | 0      |
| Club Totaal | Club Totaal      | Club Totaal           | 4          | 0          | 4     | 0     | 0      | 0      | 8      | 0      |
| 2009/10     | Standard Luik    | Jupiler Pro League    | 4          | 0          | 1     | 0     | —      | —      | 5      | 0      |
| 2010/11     | Standard Luik    | Jupiler Pro League    | 5          | 0          | 1     | 0     | —      | —      | 6      | 0      |
| Club Totaal | Club Totaal      | Club Totaal           | 9          | 0          | 2     | 0     | 0      | 0      | 11     | 0      |
| 2011/12     | KV Kortrijk      | Jupiler Pro League    | 31         | 0          | 1     | 0     | —      | —      | 32     | 0      |
| 2012/13     | KV Kortrijk      | Jupiler Pro League    | 1          | 0          | 0     | 0     | —      | —      | 1      | 0      |
| Club Totaal | Club Totaal      | Club Totaal           | 36         | 0          | 5     | 0     | 0      | 0      | 41     | 0      |
| 2012/13     | KRC Genk         | Jupiler Pro League    | 17         | 0          | 3     | 0     | 5      | 0      | 25     | 0      |
| 2013/14     | KRC Genk         | Jupiler Pro League    | 8          | 0          | 2     | 0     | 2      | 0      | 12     | 0      |
| Club Totaal | Club Totaal      | Club Totaal           | 25         | 0          | 5     | 0     | 7      | 0      | 37     | 0      |
| 2014        | Delhi Dynamos FC | Indian Super League   | 14         | 0          | 0     | 0     | —      | —      | 14     | 0      |
| Club Totaal | Club Totaal      | Club Totaal           | 14         | 0          | 0     | 0     | 0      | 0      | 14     | 0      |
| 2015/16     | KVC Westerlo     | Jupiler Pro League    | 1          | 0          | 1     | 0     | —      | —      | 2      | 0      |
| 2016/17     | KVC Westerlo     | Jupiler Pro League    | 2          | 0          | 1     | 0     | —      | —      | 3      | 0      |
| 2017/18     | KVC Westerlo     | Proximus League       | 11         | 0          | 2     | 0     | —      | —      | 13     | 0      |
| 2018/19     | KVC Westerlo     | Proximus League       | 2          | 0          | 1     | 0     | —      | —      | 3      | 0      |
| 2019/20     | KVC Westerlo     | Proximus League       | 1          | 0          | 1     | 0     | —      | —      | 2      | 0      |
| 2020/21     | KVC Westerlo     | Proximus League       | 0          | 0          | 0     | 0     | —      | —      | 0      | 0      |
| 2021/22     | KVC Westerlo     | Proximus League       | 0          | 0          | 0     | 0     | —      | —      | 0      | 0      |
| Club Totaal | Club Totaal      | Club Totaal           | 17         | 0          | 6     | 0     | 0      | 0      | 23     | 0      |
| 2022/23     | Lommel SK        | Challenger Pro League | 0          | 0          | 0     | 0     | —      | —      | 0      | 0      |
| Club Totaal | Club Totaal      | Club Totaal           | 0          | 0          | 0     | 0     | 0      | 0      | 0      | 0      |
| TOTAAL      | TOTAAL           | TOTAAL                | 101        | 0          | 18    | 0     | 7      | 0      | 126    | 0      |

## Palmares
| Nationaal           |    |            |
| Beker van België    | 2x | 2010, 2013 |
| Titel Tweede Klasse | 1x | 2008       |